# Лех II
Крак Младший (лат. Gracchus junior) или Лех (II) — легендарный правитель Польши, впервые упомянутый в Польской хронике Винцентия Кадлубека, а затем, в несколько иной интерпретации и под другим именем, в произведении Яна Длугоша. Младший сын Крака и его преемник.

## Рассказ Винцентия Кадлубека
Винцентий Кадлубек, пересказывая легенду о Вавельском драконе, описывает чудовище (holophagus – "пожиратель всего"), которое требовало от подданных Крака еженедельной поставки определенного количества скота, которого оно затем съедало. В случае отказа жертвовать скот, чудовище угрожало поедать эквивалентное число людей. В ответ на эту угрозу Крак решил отправить против чудовища своих двух сыновей, которые с энтузиазмом приняли возможность завоевать славу.
После неудач в открытой битве братья решили прибегнуть к хитрости. Они предложили чудовищу, вместо обычной жертвы, шкуры животных, набитые серой, и таким образом умертвили дракона. Однако, убив чудовище, Лех II напал на своего старшего брата и убил его, а отцу солгал, что смерть брата произошла во время битвы с драконом. Таким образом, Лех II  захватил власть после смерти отца, как заключает летописец.
Однако вскоре его преступление было раскрыто, и за столь тяжкое злодеяние Крак Младший был приговорен к вечному изгнанию. Власть после него перешла к его сестре, дочери Крака, Ванде. Свой рассказ автор завершает цитатой из Овидия: "Ибо справедливейший закон — когда преступников убивает их собственное преступление."

## Рассказ Яна Длугоша
Согласно Яну Длугошу, убийство произошло уже после того, как дракон был убит Краком-отцом. После смерти отца младший из сыновей, который у Длугоша носит имя Лех, из жажды власти и зависти убил своего старшего брата, носившего имя Крак в честь отца. Убийство, как утверждает хронист, произошло во время охоты. Чтобы скрыть свое преступление, Лех расчленил тело брата и закопал его в песке. Позже Длугош упоминает о лживом свидетельстве Леха перед знатью, которое он сопроводил обильными слезами. Убедив подданных, Лех был провозглашен королем и правил долгие годы.
Длугош приводит две версии завершения этой истории. Сам он больше склоняется к первой, согласно которой заговор Леха был раскрыт (появились свидетели), и он был свергнут с трона, что хронист горячо одобряет. Вторая версия предполагает, что Лех был наказан божественным провидением: он правил долго, но остался без потомства. После его смерти королевство перешло к Ванде, последней из рода Крака.
По сравнению с предыдущими династическими преданиями (Винцентий Кадлубек, Великопольская хроника), Длугош внёс существенные изменения в имена сыновей Крака. Кроме того, он перенёс обработанную им легенду о Вавельском драконе в эпоху Крака-старшего, ограничив времена Леха II только преданием о братоубийстве и изгнании. Это потребовало от него изменения обстоятельств смерти старшего сына Крака.

## В литературе
Лех II является одним из главных персонажей мистерии Циприана Камиля Норвида «Крак. Неизвестный князь», посвящённой личности старшего из братьев. Норвид вновь изменяет имя Крака Младшего. В драме он носит имя Ракуз, что, возможно, связано с латинской версией его имени у Кадлубека (Gracchus).